# Sœurs de la Divine Providence de Ribeauvillé
Les sœurs de la Divine Providence de Ribeauvillé sont une congrégation religieuse féminine enseignante de droit pontifical.

## Historique
La congrégation est fondée à Molsheim par Louis Kremp (1749-1817), vicaire de la paroisse locale, avec l'aide de son cousin François-Xavier Hurstel et Madeleine Ehrhard, qui commence à mener une vie commune avec six compagnes en 1783 qui prennent le nom de pauvre sœurs de la providence. De 1812 à 1819, la maison-mère se situe à Sélestat, sous l'égide de la sœur Françoise Felber. C'est là que le père Kremp meurt en 1817. Ce sont Bruno et Ignace Mertian, deux frères prêtres du diocèse de Strasbourg, qui lui succèdent. Ils structurent et organisent la jeune association. En 1812 elles sont dix sœurs dirigées par Françoise Felber et son assistante Richarde Braun.
En 1819, les sœurs s'établissent à Ribeauvillé dans l'ancien couvent des augustins qui devient la maison-mère de la congrégation. À partir de cette date, elles portent le nom de sœurs de la Divine Providence de Ribeauvillé. Des établissements scolaires vont peu à peu naître en Alsace. 
Les statuts sont approuvés par Napoléon Ier en 1807 et par l’évêque de Strasbourg en 1824. À la fin du XIXe siècle, la plus grande partie de la jeunesse féminine d’Alsace est instruite par les sœurs dans les nombreuses écoles publiques à la ville comme à la campagne. En Allemagne elles doivent faire face à de nombreuses difficultés en raison du Kulturkampf. Elles ouvrent également des écoles spéciales pour la rééducation des enfants, pour les enfants sourds (dits "sourds-muets" à l'époque) à Guebwiller et pour la formation des enseignantes en 1882 à Cologne. En 1954, à la demande du pape Pie XII, les sœurs de la Divine Providence s'ouvrent également à l'apostolat missionnaire et commencent à travailler au Congo. La congrégation reçoit le décret de louange le 23 avril 1869 et ses constitutions sont définitivement approuvées par le Saint-Siège le 4 avril 1928.

## Activité et diffusion
Les sœurs de la Divine Providence se consacrent principalement à l'enseignement.
Elles sont présentes en : 
- Europe : France, Allemagne.
- Amérique : Brésil.
- Afrique : Cameroun, République centrafricaine, République du Congo, Togo

La maison-mère est à Strasbourg.
En 2017, la congrégation comptait 361 sœurs dans 51 maisons. Fin 2018, on comptait 298 religieuses dans 72 maisons.